# Levski Field
Het Levski Field (Bulgaars: Игрище „Левски“) is een voormalig multifunctioneel stadion in Sofia, de hoofdstad van Bulgarije. 

## Historie
Tussen 1924 en 1934 werd dit stadion gebouwd en in 1934 werd het geopend. Het stadion werd vooral gebruikt door de voetbalclub Levski Sofia. Ook het nationale elftal van Bulgarije speelde hier een aantal interlands. In 1944 konden er in dit stadion 10.000 toeschouwers. In 1949 werd dit stadion afgebroken en op de plek van dit stadion kwam het Vasil Levski Nationaal Stadion.

## Interlands
| Voetbalinterlands | Voetbalinterlands | Voetbalinterlands       | Voetbalinterlands | Voetbalinterlands | Voetbalinterlands |
| №                 | Datum             | Wedstrijd               | Uitslag           | Competitie        | Toeschouwers      |
| ----------------- | ----------------- | ----------------------- | ----------------- | ----------------- | ----------------- |
| 1                 | 30 juni 1929      | Bulgarije – Griekenland | 1–1               | 12.000            | vriendschappelijk |
| 2                 | 15 september 1929 | Bulgarije – Roemenië    | 2–3               | 15.000            | vriendschappelijk |
| 3                 | 15 juni 1930      | Bulgarije – Joegoslavië | 2–2               | 15.000            | vriendschappelijk |
| 4                 | 5 augustus 1930   | Bulgarije – Hongarije   | 0–2               | 5.000             | vriendschappelijk |
| 5                 | 24 juni 1935      | Griekenland – Roemenië  | 2–2               | 1.000             | Balkan Cup        |